# Algimia de Alfara
Algimia de Alfara là một đô thị ở comarca Camp de Morvedre cộng đồng Valencia, Tây Ban Nha. Đô thị này có diện tích 14,45 km², dân số thời điểm năm 2006 là 1003 người.